# Yetzer hara
Yetzer hara (hebräisch יֵצֶר הַרַע ‚Yetzer ha-Ra‘, auch יֵצֶר רַע Yetzer Ra, teilweise auch Jetzer hara geschrieben) ist in der jüdischen Religion und speziell in der Kabbala die Bezeichnung für den „Trieb zum Bösen“ oder auch „Böser Trieb“, die angeborene Neigung, Böses zu tun, indem man den Willen JHWHs verletzt.

## Herkunft des Begriffs und Abgrenzung
Der Begriff stammt von dem Ausdruck „die Phantasie [das Trachten] des Menschenherzens [ist] böse“ (hebräisch יֵצֶר לֵב הָאָדָם רַע Yetzer lev-ha-adam ra), der als Begriff zweimal am Anfang der Tora vorkommt (Gen 6,5  und Gen 8,21 ).
Im Psalm 14,1  als auch im Psalm 53,2  wird mit dem hebräischen Wort „nabal“ (hebräisch נבל ‚verächtlich handeln‘) ein Mensch beschrieben, der Fern der Erkenntnis von Gott bleibt, nicht an ihn glaubt und damit ein (potentiell) sündiger Mensch ist. Das bedeutet, Gott in sich nicht zu erkennen, ihn zu verleugnen, heißt, das Yetzer hara bleibt unüberwunden und geht häufig einher mit einem „sündhaften“ Lebensstil. Dieser Prozess wird durch den Begriff des Herzens (hebräisch לב leb) im Tanach symbolisiert. Es steht für das (psychische) Innere eines Menschen und bezieht sich auf den Willen, das Denken, das Bewusstsein, die Emotionen und den Verstand sowie davon abgleitet auch für den Weg zum Yetzer ha-Tow (hebräisch יֵצֶר הַטוב) einer Person; es ist das Zentrum der Entscheidungsfindung.

## Bedeutung im Judentum
Im traditionell tradiertem Judentum bzw. dem rabbinischen Judentum wird mit dem Yetzer hara nicht durchweg eine dämonische Kraft beschrieben, sondern der Missbrauch von Dingen, die der physische Mensch (mit seiner tierischen Seele im Menschen hebräisch נפש הבהמית Nephesch ha-Behemit) zum Überleben brauchen. Somit wird etwa das Bedürfnis nach Nahrung aufgrund des Yetzer hara zur Völlerei; das Bedürfnis nach Fortpflanzung und Lust wird zur beziehungslosen Promiskuität und so weiter. Das Böse entsteht also aus dem Missbrauch dieser – im rechten Maß lebensnotwendigen – leiblichen Funktionen, etwa durch Maßlosigkeit, Begierde und Rücksichtslosigkeit, Mangel an Verantwortung etc.
Das zugrunde liegende Prinzip im jüdischen Denken besagt, dass jeder Mensch – ob Jude und Nichtjude gleichermaßen – sowohl mit guten als auch mit bösen Neigungen geboren wird. Damit wird der Yetzer hara zu einem konstitutionellen Bestandteil des Menschseins – oder anders formuliert: Der Yetzer-Hara ist ein natürlicher Teil von Gottes Schöpfung. Das Teilhaben an bösen Neigungen gilt damit nicht von vornherein als moralisch schlecht. Ein Problem tritt jedoch auf, wenn Menschen eine vorsätzliche Entscheidung treffen, „die Grenze zu überschreiten“ und versuchen, ihre bösen Neigungen zu befriedigen, basierend auf den prototypischen Modellen (Baum der Erkenntnis) von „richtig und falsch“ in der hebräischen Bibel.

## Mischnatexte
Nidda 16b; vergleiche Pirke Avot 3:18: „Alle Dinge sind [von Gott] vorhergesehen, doch die Wahl ist [dem Menschen] gegeben und die Welt wird nach [ihren] Verdiensten gerichtet werden.“
In Mischna Berakhot 9:5 ist zu lesen: „Man muss [Gott] für das Böse genauso segnen, wie man für das Gute segnet. (…) ‚Von ganzem Herzen‘ (l’vavkha), mit deinen zwei Impulsen, dem bösen Impuls sowie dem guten Impuls.“

## Entwicklung und Veränderung im Menschen
Das Yetzer hara ist angeboren; diese Neigung des Menschen kann aber durch Reifung und innerem Wachstum des Yetzer ha-Tow (hebräisch יֵצֶר הַטוב ‚der guten Neigung‘) ersetzt werden.